# Neokalvinismus
Neokalvinismus je označení nábožensko-politického hnutí vzniklého ve druhé polovině 19. století v prostředí holandsko-německého kalvinismu v důsledku vzájemných konfesionalizačních trendů mezi evangelickými církvemi luterské a reformované tradice.

## Dějiny a učení
Hnutí neokalvinismu, které se vyznačuje aktualizací dobových věroučných textů kalvínské reformace (zejména Heidelberského katechismu), důrazem na mravní rigorismus sborových členů a na církevní řád, bylo do určité míry vyvoláno dobovými unionistickými snahami, které podporovaly sjednocování protestantských církví a často ústily ve vytváření unionovaných lutersko-reformovaných evangelických církví. Současně je třeba vznik neokalvinismu vnímat v kontextu působení probuzeneckých hnutí, neboť nese zřetelné pietistické rysy.
Počátky a rozmach hnutí jsou spojovány s osobou reformovaného teologa Hermanna Friedricha Kohlbrüggeho, původně Holanďana, který byl pastorem Holandského reformovaného sboru v Elberfeldu (dnes Wuppertal). Pod jeho vedením se sbor odmítl připojit k unii s luterskou církví a stal se jedním z center neokalvinistického hnutí. To našlo ohlas i za hranicemi Německa, včetně prostředí reformovaných sborů evangelické církve v Čechách a na Moravě, kde k jeho stoupencům patřil např. Heřman z Tardy. Sám Kohlbrügge v roce 1864 cestoval po Čechách a Moravě, kde na řadě míst kázal. Vliv jeho hnutí v rakouských zemích ještě zesílil, když se v témže roce 1864 stal profesorem vídeňské teologické fakulty, kde byli vzděláváni budoucí evangeličtí faráři pro monarchii, Kohlbrüggeho zeť Eduard Böhl. Rakouské církevní úřady však sledovaly projevy sympatií k novému hnutí s nedůvěrou, která zesílila poté, když Kohlbrügge v roce 1866 během prusko-rakouské války představoval ve svých aktualizačních kázáních Prusko (vedené reformovanými panovníky) jako ochránce před nevěřícími. Negativním jevem neokalvinismu bylo vymezování vůči luterství, které vyvolávalo rivalitu mezi oběma hlavními proudy evangelíků.
Na nábožensko-politické rovině patřil k předním podporovatelům neokalvinismu holandský reformovaný teolog, politik a žurnalista Abraham Kuyper, který výrazně přispěl k vytvoření přísně kalvinistických Gereformeerde Kerken, které se odštěpily od Holandské reformované církve.
Na konfesionalistické hnutí neokalvinismu odkazuje názvem současný tzv. nový kalvinismus, který je jedním z projevů konzervativního evangelikalismu a snaží se oživit doktríny reformačního kalvinismu (zejména v oblasti soteriologie) a kontextualizovat je do reality 21. století.